# Draft de l'NBA del 1971

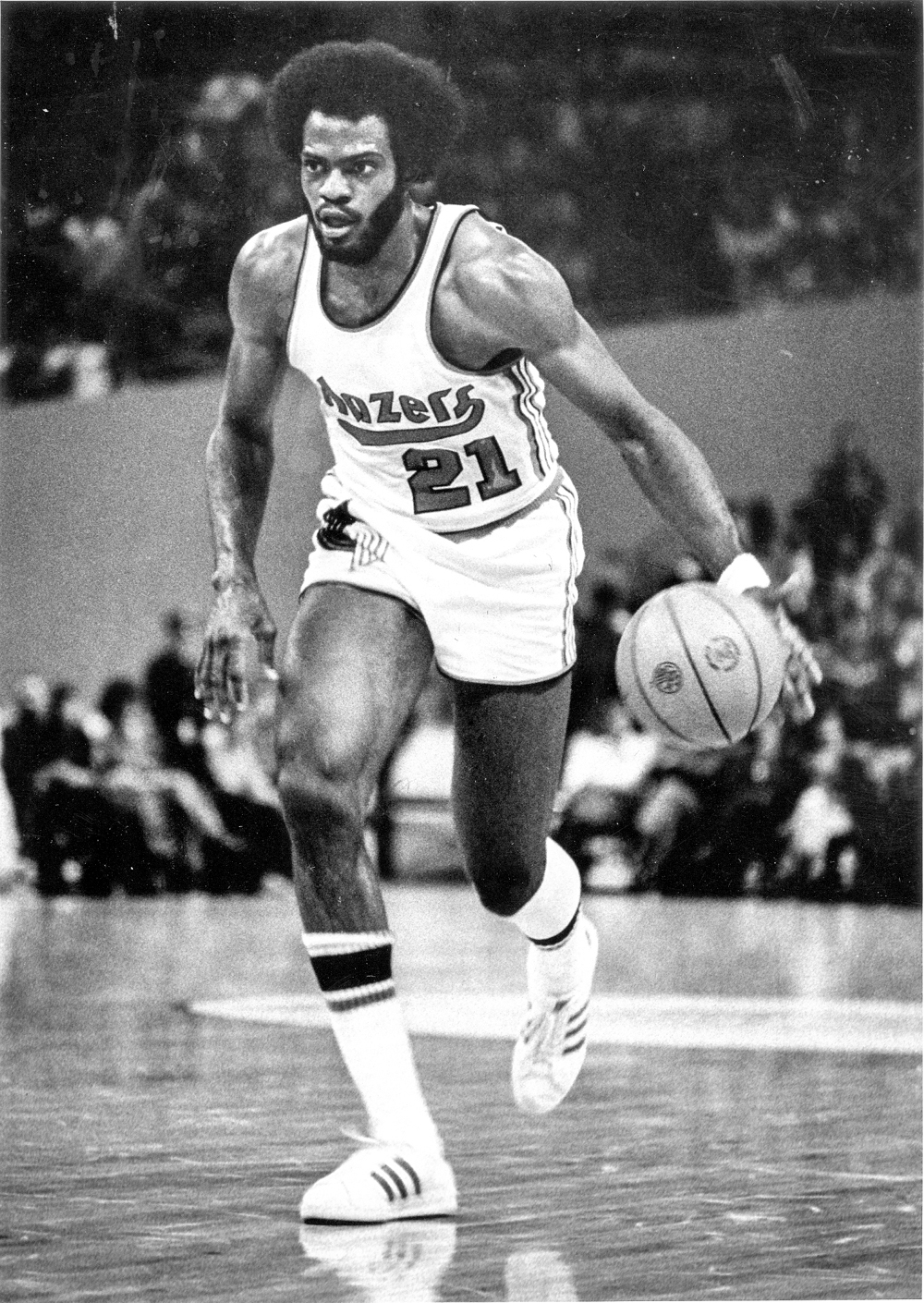
Sidney Wicks, jugador que quedà en segona posició del draft.

El Draft de l'NBA de 1971 va destacas per les figures d'Austin Carr, Sidney Wicks, Fred Brown i Spencer Haywood.

## Primera ronda
|  | = All-Star     |
|  | = Hall of Fame |

| Posició | Jugador               | Nacionalitat | Equip de l'NBA         | Origen (Universitat/club) |
| ------- | --------------------- | ------------ | ---------------------- | ------------------------- |
| 1       | Austin Carr (G)       | Estats Units | Cleveland Cavaliers    | Notre Dame                |
| 2       | Sidney Wicks (F/C)    | Estats Units | Portland Trail Blazers | UCLA                      |
| 3       | Elmore Smith (C)      | Estats Units | Buffalo Braves         | Kentucky State            |
| 4       | Ken Durrett (F)       | Estats Units | Cincinnati Royals      | La Salle                  |
| 5       | George Trapp (F/C)    | Estats Units | Atlanta Hawks          | Long Beach State          |
| 6       | Fred Brown (G)        | Estats Units | Seattle SuperSonics    | Iowa                      |
| 7       | Cliff Meely (F)       | Estats Units | Houston Rockets        | Colorado                  |
| 8       | Darnell Hillman (F/C) | Estats Units | Golden State Warriors  | San Jose State            |
| 9       | Stan Love (F)         | Estats Units | Baltimore Bullets      | Oregon                    |
| 10      | Clarence Glover (F)   | Estats Units | Boston Celtics         | Western Kentucky          |
| 11      | Curtis Rowe (F)       | Estats Units | Detroit Pistons        | UCLA                      |
| 12      | Dana Lewis (C)        | Estats Units | Philadelphia 76ers     | Tulsa                     |
| 13      | Jim Cleamons (G)      | Estats Units | Los Angeles Lakers     | Ohio State                |
| 14      | John Roche (G)        | Estats Units | Phoenix Suns           | South Carolina            |
| 15      | Kenny McIntosh (F)    | Estats Units | Chicago Bulls          | Eastern Michigan          |
| 16      | Dean Meminger (G)     | Estats Units | New York Knicks        | Marquette                 |
| 17      | Collis Jones (F)      | Estats Units | Milwaukee Bucks        | Notre Dame                |

## Segona ronda
| Posició | Jugador                 | Nacionalitat | Equip de l'NBA         | Origen (Universitat/club)   |
| ------- | ----------------------- | ------------ | ---------------------- | --------------------------- |
| 18      | Steve Patterson (C)     | Estats Units | Cleveland Cavaliers    | UCLA                        |
| 19      | Fred Hilton (G/F)       | Estats Units | Buffalo Braves         | Grambling State             |
| 20      | Willie Sojourner (C/F)  | Estats Units | Chicago Bulls          | Weber State                 |
| 21      | John Mengelt (G)        | Estats Units | Cincinnati Royals      | Auburn                      |
| 22      | Ted McClain (G)         | Estats Units | Atlanta Hawks          | Tennessee State             |
| 23      | Jim McDaniels (C/F)     | Estats Units | Seattle SuperSonics    | Western Kentucky            |
| 24      | Mike Newlin (G/F)       | Estats Units | Houston Rockets        | Utah                        |
| 25      | Charlie Yelverton (G/F) | Estats Units | Golden State Warriors  | Fordham                     |
| 26      | Amos Thomas             | Estats Units | Buffalo Braves         | Southwestern Oklahoma State |
| 27      | Richard Fisher (F)      | Estats Units | Portland Trail Blazers | Colorado State              |
| 28      | Jim Rose                | Estats Units | Boston Celtics         | Western Kentucky            |
| 29      | Isaiah Wilson (G)       | Estats Units | Detroit Pistons        | Baltimore                   |
| 30      | Spencer Haywood (F/C)   | Estats Units | Buffalo Braves         | Detroit                     |
| 31      | Joe Bergman             | Estats Units | Cincinnati Royals      | Creighton                   |
| 32      | Howard Porter (F/C)     | Estats Units | Chicago Bulls          | Villanova                   |
| 33      | Marvin Stewart          | Estats Units | Philadelphia 76ers     | Nebraska                    |
| 34      | Gregg Northington (F)   | Estats Units | New York Knicks        | Alabama State               |
| 35      | Willie Long (F/C)       | Estats Units | Cleveland Cavaliers    | New Mexico                  |